# Elle Macpherson
Elle Macpherson, właściwie Elanor Nancy Gow (ur. 29 marca 1964 w Sydney) – australijska modelka, bizneswoman, prezenterka telewizyjna i aktorka. W 1986 tygodnik „Time” nadał jej przydomek „The Body” (ciało). W 1990 została okrzyknięta przez brytyjski „Vogue” mianem jednej z pierwszych supermodelek, obok Naomi Campbell, Tatjany Patitz i Lindy Evangelisty. W 1995 trafiła na listę 50. najpiękniejszych ludzi świata wg magazynu „People”. Mimo że przez ponad 20 lat pojawiała się na wybiegach światowych stolic mody, największą popularność zdobyła w Stanach Zjednoczonych, prezentując kolekcje amerykańskich kreatorów w Nowym Jorku oraz Los Angeles.

## Wczesne lata
Urodziła się w Killara, przedmieściu Sydney w Nowej Południowej Walii w rodzinie pochodzenia szkockiego jako córka Frances, pielęgniarki, i Petera Gowa, przedsiębiorcy i inżyniera dźwięku, byłego prezesa Cronulla-Sutherland Sharks, drużyny rugby w Sydney. Miała brata Brendana i siostrę Miriam „Mimi” Frances (ur. 18 maja 1967). Jej rodzice rozwiedli się, gdy miała 10 lat i przeprowadziła się z matką i dwójką rodzeństwa. Jej matka później wyszła ponownie za mąż za Neila MacPhersona.
W 1981 ukończyła Killara High School w Sydney. Przez rok studiowała prawo na University of Sydney.

## Kariera
W wieku szesnastu lat została odkryta podczas wakacji w Aspen w Kolorado i natychmiast podpisała kontrakt z agencją modelek Click. W 1980 pracowała jako modelka w niepełnym wymiarze godzin w rodzinnej Australii. W 1981 przeniosła się do Nowego Jorku, by podpisać kontrakt z agencją Women. W 1982 po raz pierwszy pojawiła się w australijskiej telewizji w reklamie The Coca-Cola Company - Tab. Z każdym miesiącem pracy jej nazwisko stawało się coraz bardziej rozpoznawalne. Zaczęła uczestniczyć w kampaniach reklamowych Bendon i Escada. Po tych sukcesach wysłano ją do Londynu i Paryża, później do Mediolanu.
Była na okładkach magazynów takich jak „Elle”, „L’Officiel”, „Harper’s Bazaar”, „Mademoiselle”, „Vogue”, „Marie Claire”, „Cosmopolitan”, „Tatler”, „GQ”, „Allure”, „Glamour”, „Flare”, „Time”, „Maxim” i „New York”. W maju 1994 wzięła udział w sesji zdjęciowej Herba Rittsa dla magazynu „Playboy”. Wystąpiła również w kostiumach kąpielowych w magazynie „Sports Illustrated” w latach 1986, 1987, 1988, 1989, 1990, 1991, 1992, 1993, 1994, 2004 i 2006.
W latach 90. wielokrotnie była główną modelką na pokazach mody takich projektantów jak: Louis Vuitton, Ralph Lauren, Azzedine Alaïa, Donna Karan, Christian Dior, Zeki Triko, Thierry Mugler, Nicole Miller, Michael Kors, Perry Ellis, Kenzo, Todd Oldham, Calvin Klein, Victorio & Lucchino, John Galliano i Valentino. 
Była modelką w komedii romantycznej fantasy Woody’ego Allena Alicja (Alice, 1990) z Mią Farrow. Po raz pierwszy wystąpiła w roli aktorskiej jako Sheela w komediodramacie Syreny (Sirens, 1994), opartym na biografii legendarnego australijskiego malarza Normana Lindsaya, u boku Hugh Granta i Sama Neilla. Do tej roli przytyła ponad 9 kilogramów, aby bardziej się upodobnić do typowej modelki z lat 30. Dwukrotnie gościła w programie Saturday Night Live (1996). Wystąpiła gościnnie jako Janine LaCroix w pięciu odcinkach sitcomu NBC Przyjaciele (Friends, 1999–2000). 
W Australii został wydany znaczek pocztowy z jej podobizną. Była producentką kalendarza, a także filmu The Body Workout (2004) o fitnessie oraz własnej linii bielizny „Elle MacPherson Intimates”. Była współwłaścicielką sieci restauracji Fashion Café wraz z Claudią Schiffer, Naomi Campbell i Christy Turlington. W 2006 otrzymała nagrodę hiszpańskiej edycji magazynu „Elle”. Począwszy od szóstego sezonu w latach 2010-2013 była gospodarzem i producentem wykonawczym brytyjskiego Next Top Model.

## Życie prywatne
W maju 1986 poślubiła Gillesa Bensimsona. Jednak w 1989 doszło do rozwodu. W latach 1996–2005 była związana z Arpadem “Arkie” Bussonem, francuskim finansistą, z którym ma dwóch synów: Arpada Flynna Busson (ur. 14 lutego 1998) i Aureliusa Cy Andre (ur. 4 lutego 2003). W 2013 wyszła za mąż za biznesmena Jeffreya Soffera.

## Filmografia
| Rok  | Tytuł                                            | Rola                | Reżyser              |
| ---- | ------------------------------------------------ | ------------------- | -------------------- |
| 1990 | Alicja (Alice)                                   | modelka             | Woody Allen          |
| 1994 | Syreny (Sirens)                                  | Sheela              | John Duigan          |
| 1996 | Randka na moście (If Lucy Fell)                  | Jane Lindquist      | Eric Schaeffer       |
| 1996 | Miłość ma dwie twarze (The Mirror Has Two Faces) | Candice             | Barbra Streisand     |
| 1997 | Batman i Robin (Batman & Robin)                  | Julie Madison       | Joel Schumacher      |
| 1997 | Lekcja przetrwania (The Edge)                    | Mickey Morse        | Lee Tamahori         |
| 1998 | With Friends Like These...                       | Samantha Mastandrea | Philip Frank Messina |
| 2001 | Jak to dziewczyny (A Girl Thing, TV)             | Lauren Travis       | Lee Rose             |
| 2001 | Przypadkowa narzeczona (South Kensington)        | Camilla             | Carlo Vanzina        |